# Lacerda

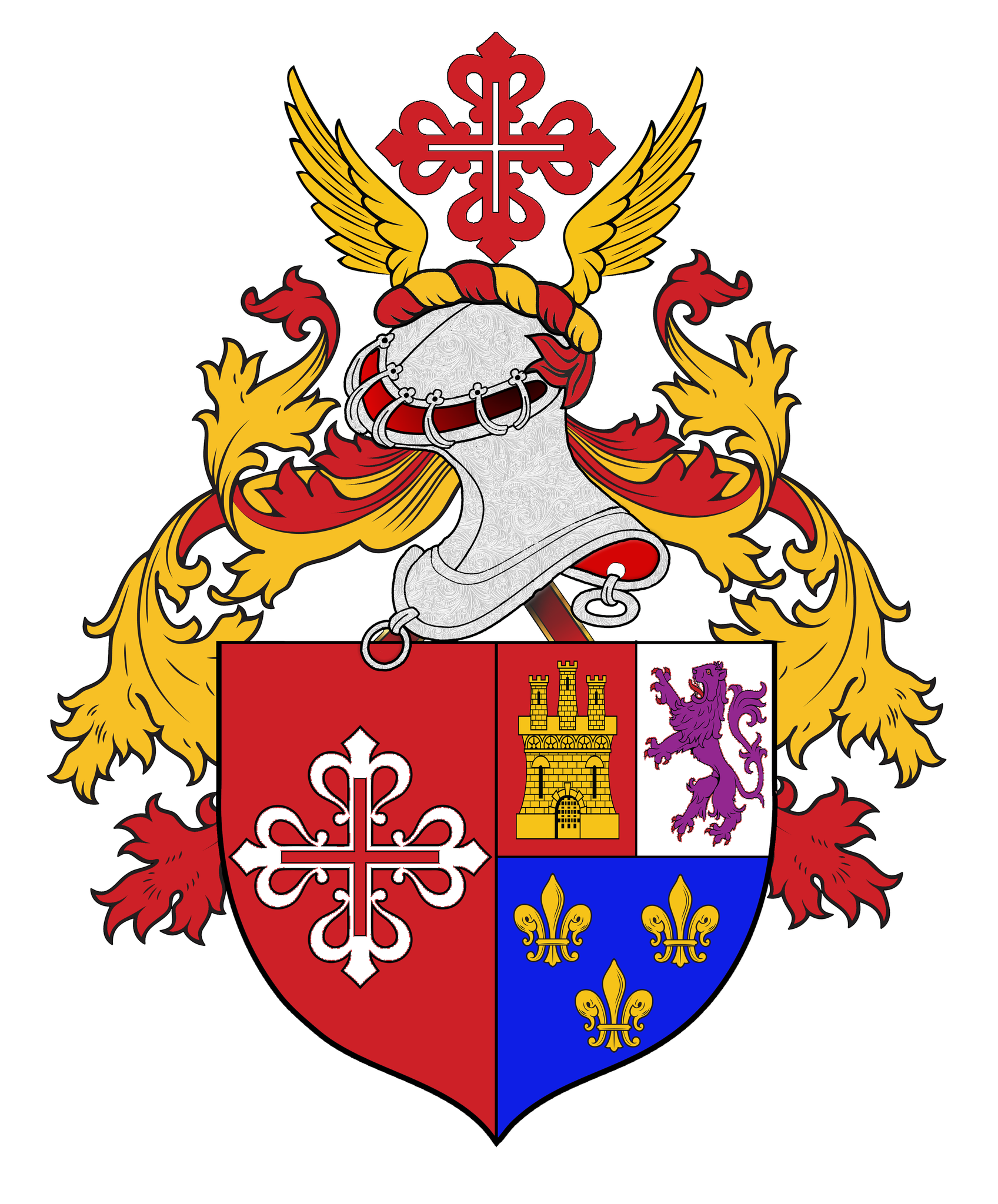
Brasão de Pereira de Lacerda, um dos muitos ramos da família Lacerda

Lacerda é um apelido português, com grande probabilidade com origem na casa castelhana de La Cerda, de onde muito provavelmente evoluiu por aglutinação . A sua presença é atestada em Portugal pelo menos desde as últimas décadas do século XIV.
O primeiro membro dos La Cerda castelhanos a entrar em Portugal foi João Afonso de La Cerda que se casou com uma filha bastarda de D. Dinis, Maria Afonso de Portugal . Permaneceu em Portugal até 1337, quando regressou a Castela, pois Portugal havia entrado em guerra com Castela.
Um sobrinho, Afonso Fernando de La Cerda, veio para Portugal como refugiado porque havia apoiado o partido derrotado de Pedro, o Cruel, numa guerra civil contra o seu meio-irmão bastardo Henrique de Trastâmara pela coroa de Castela. Uma vez em Portugal, casou-se pela segunda vez com Violante Pereira, meia-irmã do futuro condestável de Portugal Nuno Álvares Pereira . Deste casamento nasceram, entre outros Álvaro Gonçalves de Serpa, citado incorretamente nas genealogias como Martim Gonçalves de Lacerda, que na verdade seria o nome do filho de Álvaro. Álvaro viveu, consoante o apelido declara, na cidade portuguesa de Serpa . Segundo uma genealogia manuscrita, ele foi pajem de Fernando I de Portugal . Ele apoiou o partido da Casa de Avis contra as pretensões de João I de Castela de herdar o trono português, já que o antigo rei Fernando havia morrido sem herdeiro varão e o rei castelhano ser casado com a única filha de Fernando, Beatriz. Há documentação que atesta que este Álvaro Gonçalves residia em Serpa em 1384, tendo sido também aqui que casou com a filha de um senhor local, então senhor da  Torre Velha do castelo de Serpa, actual Torre do Relógio da vila, Diogo Nunes de Serpa, que foi apoiante do partido de Avis na guerra civil, como o confirma a "Crónica de D. João I ", do cronista português Fernão Lopes .
Do referido casamento de Álvaro Gonçalves de Serpa surgiram vários filhos, abaixo listados :
- Martim Gonçalves de Lacerda, erroneamente considerado em algumas genealogias como seu pai, não na genealogia aqui considerada[3]
- Constança, que casou com Garcia Afonso do Casal
- Isabel Pereira de Lacerda,
- Diogo Nunes de Serpa, nomeado como seu avô, sendo o neto de Diogo pai de Nuno Pereira de Lacerda .

Tendo em conta o que fico acima afirmado, todos os descendentes de Lacerda podem ser considerados como do ramo Pereira de Lacerda, uma vez que todos descendem do casamento de Afonso Fernando de La Cerda com Violante Pereira.